# Hakkâri
Hakkâri je turecké město, hlavní město stejnojmenné provincie ve Východní Anatolii. V roce 2009 žilo ve městě 64 283 obyvatel. Hakkâri se rozkládá v nadmořské výšce 1720 m n. m. Asyřané nazývali město jako "Akkare", což v jejich jazyce znamenalo "Rolníci", odsud název města. V dřívějších dobách bylo město centrem asyrské křesťanské populace, ale během asyrské genocidy v průběhu 1. světové války byli vyhubeni a dnes město obývají Kurdové.